# Taku Akahoshi
Taku Akahoshi (赤星 拓 Akahoshi Taku?), född 21 april 1984 i Fukuoka prefektur, är en japansk fotbollsspelare.
Akahoshi började sin karriär 2007 i Sagan Tosu. Han spelade 145 ligamatcher för klubben. 2018 flyttade han till Tokushima Vortis.